# Brzoza niska
Brzoza niska (Betula humilis Schrank) – gatunek rośliny wieloletniej należący do rodziny brzozowatych. Występuje w środkowej i wschodniej Europie (od Niemiec i Szwajcarii na wschód) oraz w północnej Azji (od Kazachstanu, Mongolii i Korei na północ). W Polsce roślina rzadka, występująca na rozproszonych stanowiskach na niżu. Najliczniej występuje na Pojezierzu Pomorskim, Mazurskim i Podlasiu, rzadziej na Białostocczyźnie i w Wielkopolsce.

## Morfologia

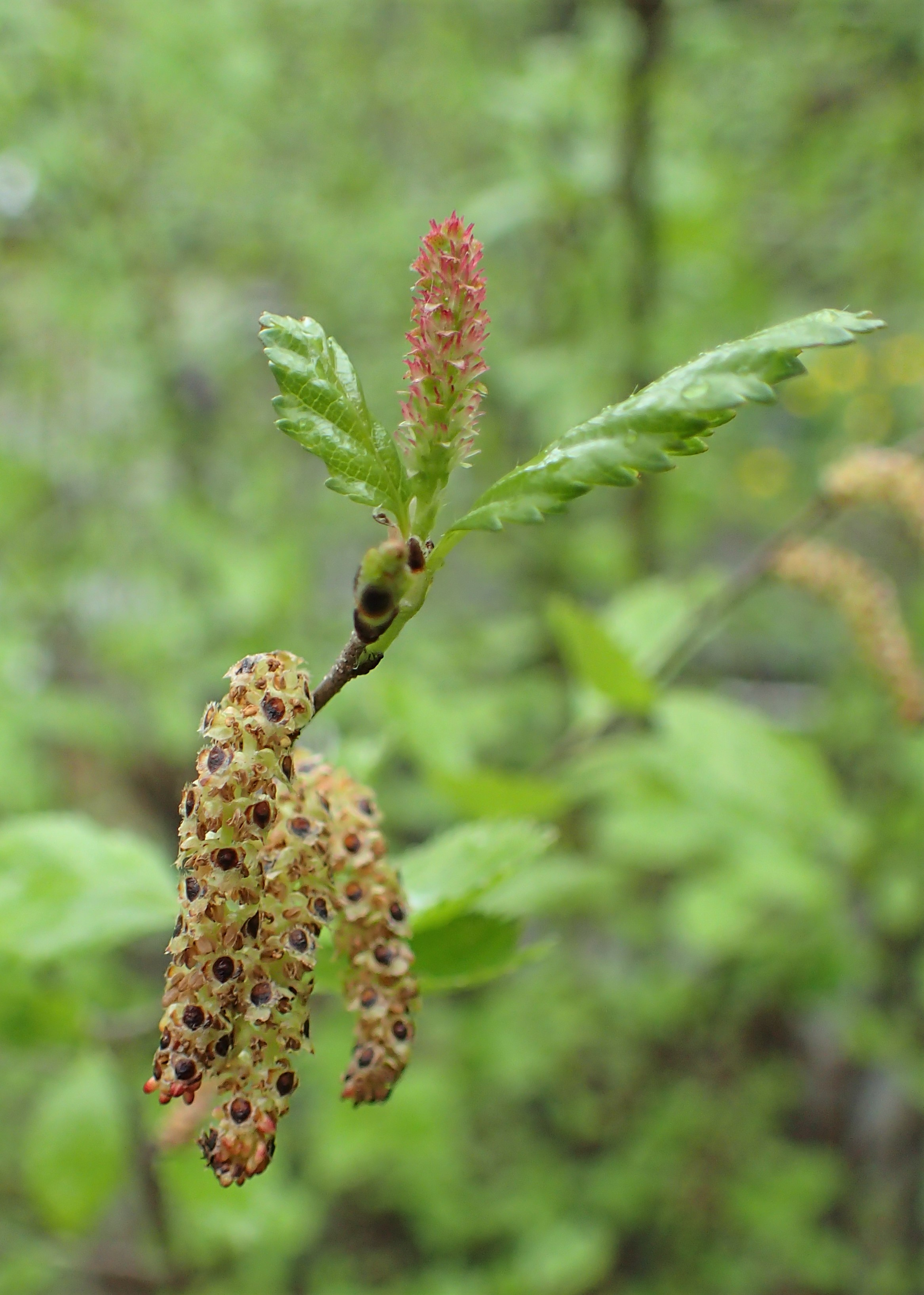
Kwiatostany – żeński u góry i męskie u dołu

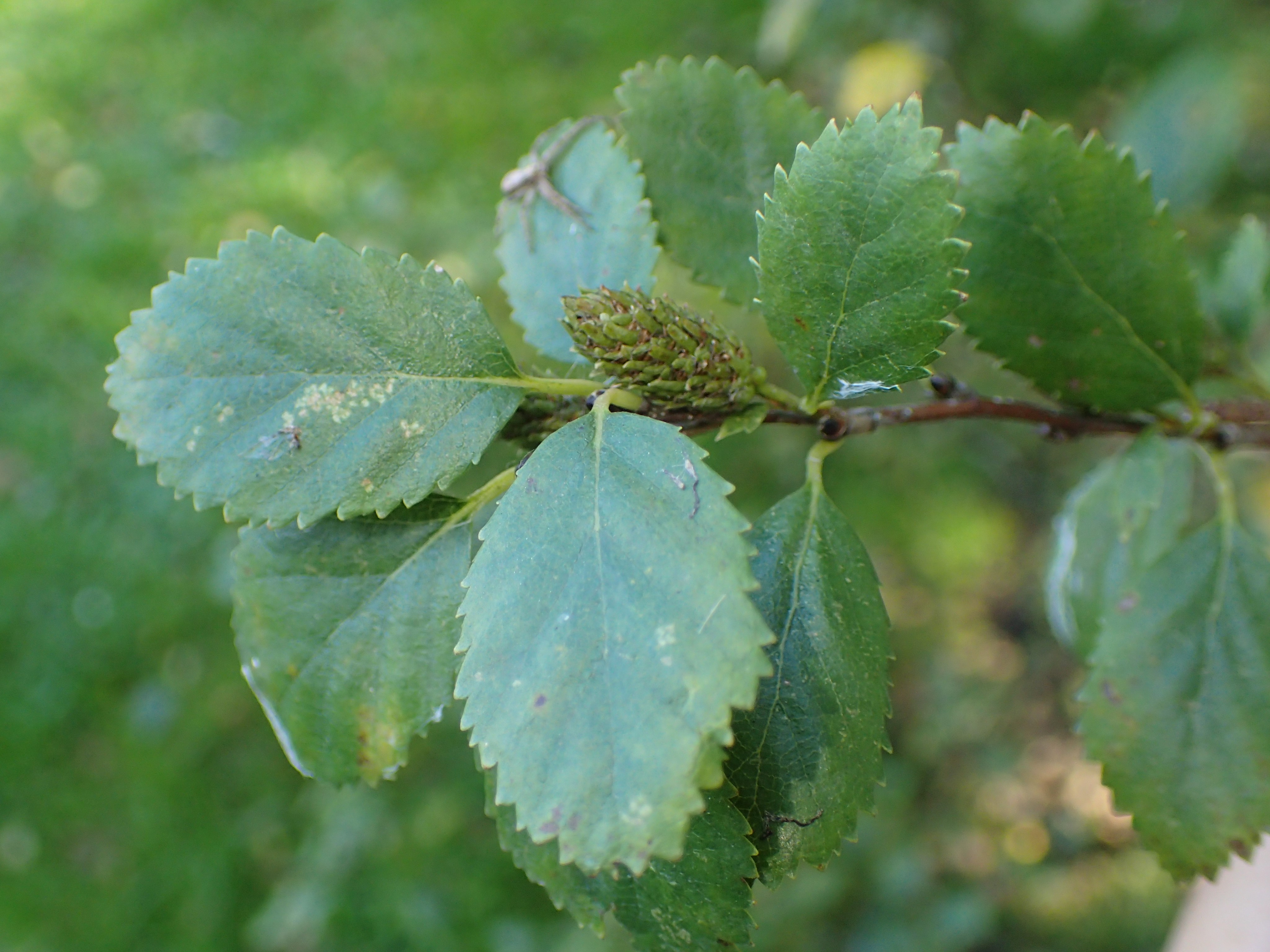
Okrągławojajowate liście

PokrójGęsto rozgałęziony krzew o pędach wznoszących się ku górze, osiągających wysokość do 2 m, rzadko do 3 m.
PędyMłode pędy pokryte białymi brodawkami żywicy i omszone. Kora czerwonobrunatna.
LiścieEliptyczne lub jajowate o szerokości większej od długości, na szczycie tępe lub nieco zaostrzone, krótkoogonkowe (2–5 mm). Blaszka liściowa o długości 4–6 cm i szerokości 0,5–2,5 cm, nierównomiernie ząbkowana z 4–6 parami nerwów bocznych. Z obu stron jasnozielone. Pączki okryte łuskami, klapa środkowej łuski jest dłuższa od pozostałych i owłosiona.
KwiatyKwiaty zebrane w wiotkie i zwisające kotki, oddzielnie kotki męskie i kotki żeńskie. Jest rośliną jednopienną – na jednej roślinie występują zarówno kotki męski, jak i żeńskie. Kotki męskie o długości do 20 mm występują już w jesieni, są wówczas drobne i sterczące. Mniejsze kotki żeńskie mają długość 8–15 mm.
OwocOrzeszek ze skrzydełkami o długości połowy jego szerokości lub krótszymi.

## Biologia i ekologia
Siedlisko: torfowiska i podmokłe łąki. Przeważnie tworzy skupiska. Jest światłolubna, wyższe drzewa i krzewy z łatwością ją zagłuszają. Na Syberii występuje w tundrze. Jest reliktem polodowcowym, który przywędrował do nas pod koniec epoki lodowcowej. Nanofanerofit. W klasyfikacji zbiorowisk roślinnych gatunek charakterystyczny dla Cl/O/All. Sambuco-Salicion. Kwitnie od kwietnia do maja, jest wiatropylna. Roślina wiatrosiewna. Liczba chromosomów 2n = 28.

## Zmienność
Tworzy mieszańce z brzozą brodawkowatą i brzozą omszoną.

## Ochrona
Roślina objęta w Polsce ochroną gatunkową. Chroniona prawnie od 1983 r. Zagrożona wymarciem z powodu osuszania podmokłych łąk na których występuje. Występuje w 5 parkach narodowych: Białowieskim, Biebrzańskim, Poleskim, Roztoczańskim i Wigierskim.
Chroniona na terenie następujących rezerwatów przyrody:
- Rezerwat przyrody Cielętnik
- Rezerwat przyrody Mętne
- Rezerwat przyrody Kozie Brody
- Rezerwat przyrody Zabrodzie
- Rezerwat przyrody Łąki Ślesińskie
- Rezerwat przyrody Jeziorko koło Drozdowa

Kategorie zagrożenia gatunku:
- Kategoria zagrożenia w Polsce według Czerwonej listy roślin i grzybów Polski (2006)[10]: V (narażony na wyginięcie); 2016: EN (zagrożony)[11];
- Kategoria zagrożenia w Polsce według Polskiej Czerwonej Księgi Roślin: EN (endangered, zagrożony)[12]